# قانون عفو کرامول

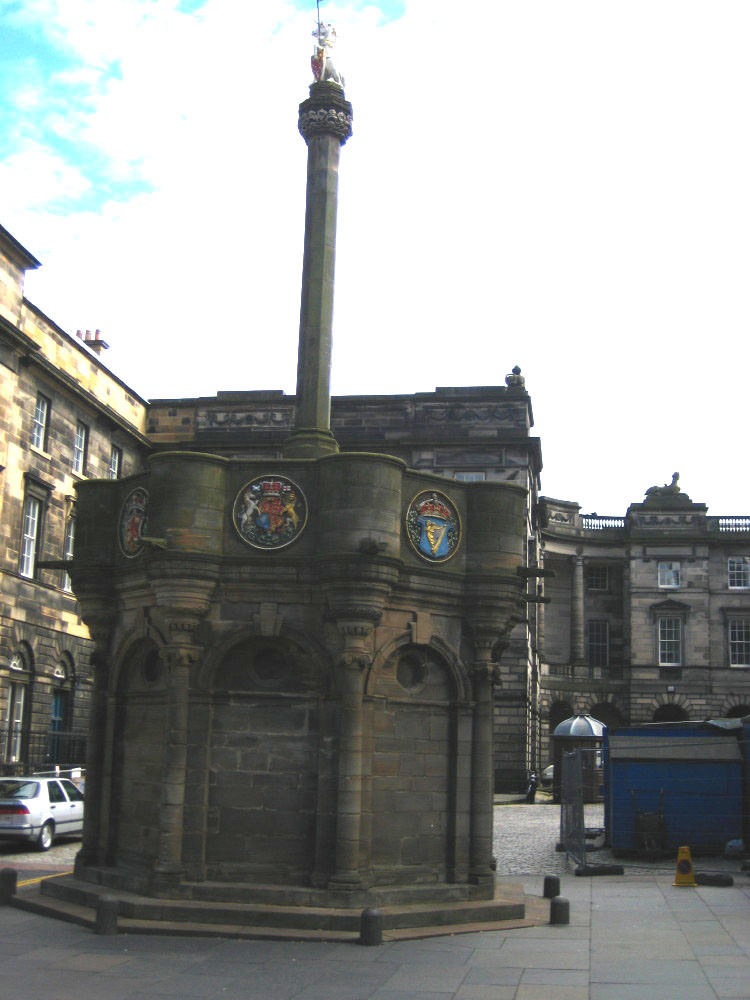
قانون بخشش و عفو در صلیب مرکات در مایل سلطنتی ادینبورگ اعلام شد.

قانون کرامول ، یا رسماً قانون عفو و بخشش برای مردم اسکاتلند، قانونی از پارلمان انگلیس بود که اعلام کرد مردم اسکاتلند (به استثنای موارد خاص) به خاطر هر جنایتی که در طول جنگهای سه پادشاهی مرتکب شده‌اند، مورد عفو قرار می‌گیرد. ای قانون در تاریخ ۵ مه ۱۶۴۵ در ادینبورگ اعلام شد. ژنرال جورج مونک، فرماندار نظامی انگلیس اسکاتلند، در ادینبورگ حضور داشت، زیرا روز گذشته برای دو اعلامیه در صلیب مرکات وارد شده بود، اولین اعلام کننده الیور کرامول به عنوان نیابت لرد و با مشترک‌المنافع انگلیس متحد شد.

## منشأ قانون
پس از حمله انگلیس به سال ۱۶۵۰، و شکست ارتشهای اسکاتلندی در نبردهای Dunbar , Inverkeithing و Worcester، اسکاتلند تحت اشغال نظامی انگلیس به فرماندهی ژنرال مونک به عنوان فرماندار نظامی کشور قرار گرفت. تا تاریخ قانون فضل، ارتش انگلیس قادر بود مقاومت اسکاتلندی‌ها را در برابر اشغالگری با سهولت سرکوب کند. اشغال، با مقاومت پراکنده اما ناکارآمد اسکاتلندی‌ها، در سراسر Interregnum تا زمان بازسازی در ۱۶۶۰ ادامه خواهد یافت.
منشأ این قانون از قانون اساسی مکتوب انگلیسی در دسامبر ۱۶۵۳، موسوم به ابزار دولت بود. بین دسامبر ۱۶۵۳ و فراخوان اولین پارلمان حفاظت از کشور که برای اولین بار در سپتامبر ۱۶۵۴ تشکیل جلسه داد، به لرد محافظ الیور کرامول و شورای دولتی وی تحت قانون ابزار دولت این اختیار داده شد که «قوانین و دستورالعمل‌هایی را که برای صلح و رفاه حال این ملتها لازم است تدوین کند» و در ۱۲ آوریل ۱۶۵۴ رژیم تعدادی از احکام مربوط به دولت اسکاتلند را تصویب کرد:
- مصوبه اتحاد اسکاتلند در یک مشترک‌المنافع با انگلیس
- دستور بخشودگی و عفو برای مردم اسکاتلند
- دستورالعمل برپایی دادگاه‌های بارون در اسکاتلند
- دستورالعمل شهرک سازی چندین شخص استثنایی در اسکاتلند، در معتمدین، به کاربری که در اینجا بیان شده‌است.